# Léon Apostyppès
Léon Apostyppès ou Apostoupès (en grec : Λέων ὁ Ἀποστύππης/Ἀποστούπης) est un général byzantin dans les années 880.

## Biographie
Il apparaît dans les sources en 880 comme stratège (gouverneur militaire) des thèmes de Macédoine et de Thrace. Il dirige alors les troupes de ces deux provinces dans une campagne au sud de l'Italie. L'expédition est conduite par le protovestiaire Prokopios, ce qui indiquerait que Léon Apostyppès est envoyé en renfort. Elle est soutenue sur mer par Nasar et parvient d'abord à reprendre les cités de Calabre mais Prokopios et Léon ne s'entendent pas. Lors d'une bataille où Prokopios est menacé, Léon Apostyppès refuse d'envoyer ses hommes le soutenir, ce qui conduit à la mort de Prokopios et à la défaite de son corps d'armée. Apostyppès parvient à se replier et même à prendre Tarente mais quand l'empereur Basile Ier apprend l'événement, il congédie Léon et le bannit à Cotyaeum en Phrygie.
La situation empire quand deux des subordonnés de Léon, le protostrator Baianos et le cubiculaire Chamarétos écrivent à l'empereur pour l'informer que Léon préméditait la mort de Prokopios et conspirait contre Basile. Les deux fils de Léon, Bardas et Davis, tuent Baianos dès qu'ils apprennent cela et tentent de s'enfuir avec leur père dans le califat abbasside. Néanmoins, ils sont interceptés par le Manglabite Bartzapédon qui tue Bardas et Davis qui ont tenté de résister. Léon est ramené à Constantinople où il est condamné à avoir un œil arraché et un bras tranché avant d'être envoyé à Mesembria.